# Drepanoterma
Drepanoterma là một chi bướm đêm thuộc họ Gelechiidae.